# ککمن‌یوکی

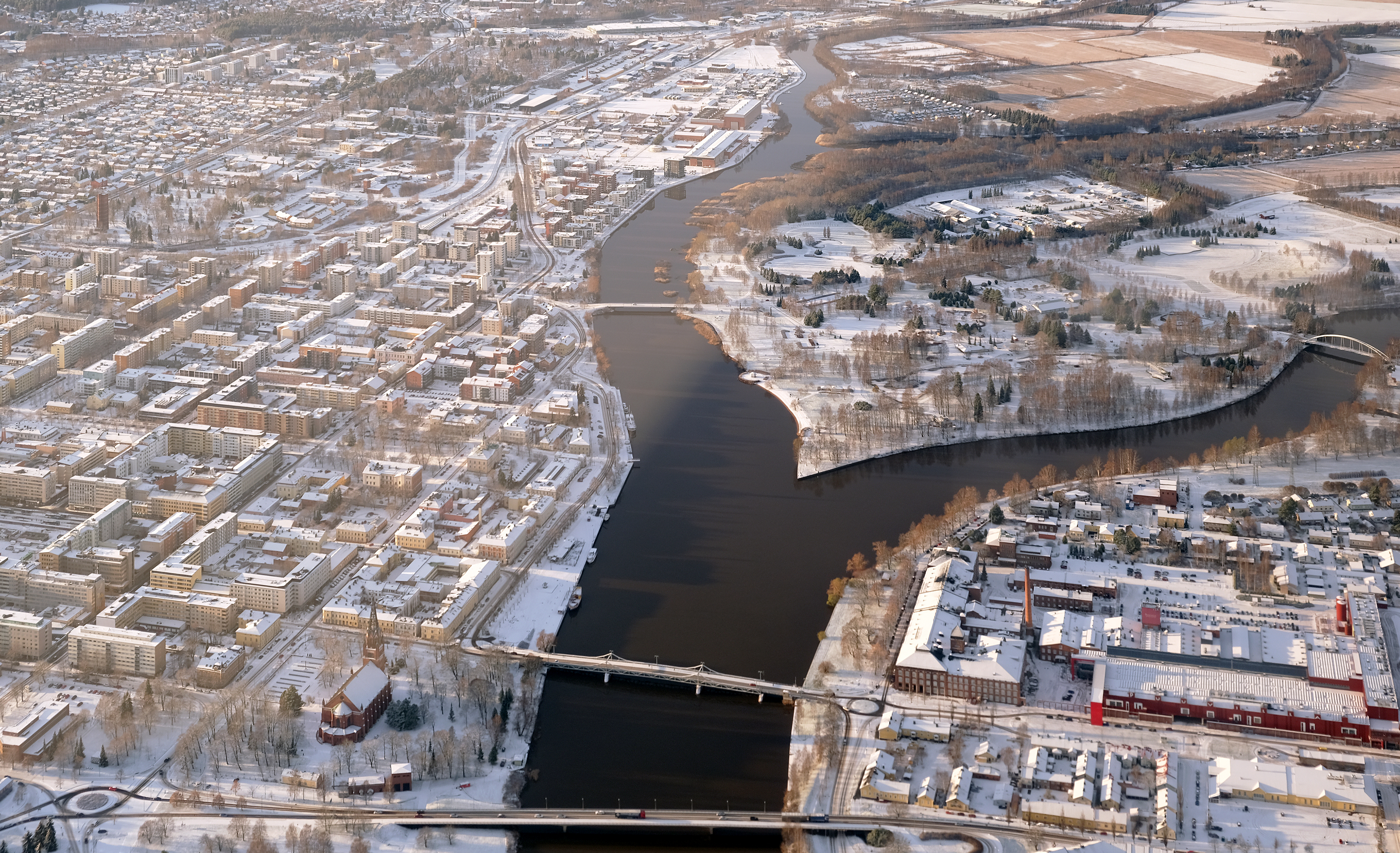
رودخانه ککمن‌یوکی از پری، منطقه ساتاکونتا می‌گذرد.

ککمن‌یوکی (سوئدی: Kumo älv) رودخانه‌ای در جنوب غربی فنلاند است. رودخانه از دریاچه لیکوسی در ناحیه پیرکانما سرچشمه می‌گیرد و به طول ۱۲۱ کیلومتر (۷۵ مایل) به خلیج بوتنیا در پری در ناحیه ساتاکونتا می‌ریزد.